# Edith Brown Weiss
Edith Brown Weiss (Salem, 19 februari 1942) is een Amerikaans rechtsgeleerde. Ze bekleedde de functie van hoofdleraar aan de Princeton-universiteit en de Universiteit van Georgetown. Sinds 2012 is ze rechter van het Gerecht voor ambtenarenzaken van het IMF. Ze is gespecialiseerd in internationaal milieu- en waterrecht.

## Levensloop
Brown Weiss behaalde haar bachelorgraad in politicologie aan de Stanford-universiteit in 1963. Vervolgens studeerde ze rechten aan de Harvard-universiteit en behaalde daar drie jaar later haar titel Juris Doctor. Vervolgens promoveerde ze in 1973 aan de Universiteit van Californië - Berkeley.
Van 1974 tot 1978 was ze hoogleraar aan de Princeton-universiteit en aansluitend aan de Universiteit van Georgetown waar ze de Francis Cabell Brown-leerstoel voor Internationaal Recht bekleedt. Sinds 2012 is ze rechter van het Gerecht voor ambtenarenzaken van het IMF in Washington D.C.
Daarnaast was Brown Weiss van 1990 tot 1992 adviseur voor internationale activiteiten van het Environmental Protection Agency en van 1992 tot 1994 voorzitter van de American Society of International Law (ASIL). Ze werd meermaals onderscheiden, waaronder met een Certificaat van Verdienste en een Manley O. Hudson Medal van de ASIL en een Elisabeth Haub-prijs voor milieurecht van de Université libre de Bruxelles. Ze ontving daarnaast een eredoctoraat van zowel de Ruprecht-Karls-universiteit in Heidelberg als het Illinois Institute of Technology in Chicago.

## Werk (selectie)
- 1988/89: In Fairness to Future Generations: International Law, Common Patrimony, and Intergenerational Equity, Dobbs Ferry, NY en Tokio, vertalingen in het Frans, Spaans, Japans en Chinees
- 1992: International Environmental Law: Basic Instruments and References, Dobbs Ferry, coauteur, NY
- 1998: Engaging Countries: Strengthening Compliance with International Environmental Accords, coauteur, Cambridge, MA
- 1998, 2007: International Environmental Law and Policy, New York
- 2001, 2008: Reconciling Environment and Trade, Ardsley, NY en Leiden
- 2005: Fresh Water and International Economic Law, coauteur, Oxford en New York